# Une femme dans une cage
Pour plus de détails, voir Fiche technique et Distribution.
Une femme dans une cage (Lady in a cage) est un film américain réalisé par Walter Grauman, sorti en 1964.

## Synopsis
Cornelia, une veuve mature et accidentée (Olivia de Havilland) vit avec son fils dans une luxueuse demeure de Los Angeles. Mais celui-ci ne peut plus supporter la possessivité de sa mère et décide de partir en lui laissant une lettre d'adieu. Alors qu'elle emprunte son ascenseur domestique, une panne électrique laisse Cornelia bloquée. Incapable de s'extraire elle va rapidement céder à la panique. L'alarme qu'elle déclenche attire d'abord un clochard prédicateur alcoolique qui lui vole un grille-pain qu'il s'en va gager chez un prêteur sans scrupule. Le prédicateur demande ensuite de l'aide à Sade, une prostituée, afin de récupérer d'autres objets. 
Mais la visite de ce dernier chez le prêteur a été remarquée par un groupe de trois jeunes délinquants qui eux aussi sont attirés par l’appât des richesses de Cornelia. Les trois délinquants vont terroriser Cornelia, Sade et le clochard après avoir pillé et dévasté la demeure. Ils décident ensuite de tuer leurs trois victimes qui sont des témoins gênants. Ils commencent par tuer le clochard, Sade tente de s’échapper mais est rattrapée par Essie, l'un des trois délinquants qui l'enferme dans un placard. Des dissensions se manifestent dans le trio de délinquants au sujet d'un coffre. Randall, le leader pénètre dans l’ascenseur, Cornelia tente de se défendre mais en vain, elle réussit néanmoins à s'échapper et rampe vers la sortie, Randall la rattrape mais Cornelia lui crève les yeux. 
Cornelia et Randall s'avancent sur la route, Randall meurt écrasé, Cornelia est vivante mais choquée, les complices de Randall sont appréhendés.

## Fiche technique
- Titre : Une femme dans une cage
- Titre original : Lady in a cage
- Réalisation : Walter Grauman
- Scénario : Luther Davis
- Production : Luther Davis
- Studio de production : AEC et Luther Davis Productions
- Musique : Paul Glass
- Photo : Lee Garmes
- Montage : Leon Barsha
- Direction artistique : Hal Pereira
- Création des décors : Rudolph Sternad
- Décorateur de plateau : Sam Comer
- Société de distribution : Paramount Pictures
- Pays de production: États-Unis
- Langue : anglais
- Genre : Thriller
- Format : Noir et blanc - Son : Mono (Westrex Recording System)
- Durée : 94 minutes
- Date de sortie :
  - Espagne (Festival de Saint-Sébastien) : juin 1964
  - États-Unis : 10 juin 1964
  - France : 24 mars 1965

## Distribution
- Olivia de Havilland (VF : Nelly Benedetti) : Cornelia Hilyard
- James Caan (VF : Pierre Trabaud) : Randall Simpson O'Connell
- Jennifer Billingsley (VF : Sophie Leclair) : Elaine, la petite amie de Randall
- Jeff Corey (VF : Georges Hubert) : George L. Brady Jr., l'alcoolique
- Ann Sothern (VF : Paule Emanuele) : Sade, la prostituée
- Rafael Campos (VF : Philippe Ogouz) : Essie, le complice de Randall
- William Swan (VF : Jacques Thébault) : Malcolm Hilyard, le fils de Cornelia
- Charles Seel (VF : Serge Nadaud) : M. Paul, preteur sur gage et entreposeur
- Scatman Crothers (VF : Bachir Touré) : l'assistant de M. Paul

## Autour du film
- Il s'agit du premier film dans lequel James Caan joue un rôle important. Il avait auparavant joué un petit rôle de militaire dans Irma la douce sans être crédité
- Ce film extrêmement violent et angoissant peut aussi se voir comme une charge contre l'indifférence des gens face aux malheurs des autres, cela est corroboré par plusieurs répliques de Cornelia pendant le film.
- La fin du film ne nous renseigne pas sur le sort de Sade, la prostituée laissée enfermée dans un placard, ni sur le sort final de Malcolm, le fils de Cornelia. Quand arrive la fin du film, tout le monde semble les avoir oubliés, encore une fois dans l'indifférence.